# Eric Min
Eric Min (Leuven, 1959) is een Belgische auteur, essayist en criticus. Hij schrijft kunstenaarsbiografieën en cultuurgeschiedenissen van steden.

## Loopbaan
Min studeerde Letteren en Wijsbegeerte aan de Vrije Universiteit Brussel. Tussen 1989 en 2009 en van 2011 tot 2015 werkte hij voor de cultuurredactie van De Morgen, waar hij berichtte over fotografie, beeldende kunst en literatuur. Verder schreef hij voor rekto:verso, en Passage. Hij publiceerde in het Nieuw Wereldtijdschrift, De Nieuwe Maand, DW B, Staalkaart, OKV en Zuurvrij. Als tekstschrijver leverde hij twee seizoenen bijdragen voor de radio-uitzending Het Gelag op Klara.
Hij schreef diverse inleidende essays voor (foto)boeken. In 2008 verscheen een biografie van James Ensor, gevolgd door boeken over Rik Wouters (2011) en Henri Evenepoel (2016), andere Belgische kunstenaars uit de belle époque. Daarnaast publiceerde hij cultuurgeschiedenissen van Brussel, Venetië en Parijs.
Als curator verzorgde Min in opdracht van het Internationaal Fotofestival van Knokke-Heist een tentoonstelling over Paul Nougé en het Belgische surrealisme (2010).

## Publicaties
- James Ensor. Een biografie, Meulenhoff/Manteau, 2008 (in 2009 genomineerd voor de Vlaamse Cultuurprijzen)
- Rik Wouters. Een biografie, De Bezige Bij Antwerpen, 2011
- De eeuw van Brussel. Biografie van een wereldstad, 1850-1914, De Bezige Bij Antwerpen, 2013 (in 2014 bekroond met de Groene Watermanprijs en genomineerd voor de AKO-literatuurprijs)[1]
- Een schilder in Parijs. Henri Evenepoel, 1872-1899, De Bezige Bij Antwerpen, 2016
- De klank van de stad. Een cultuurgeschiedenis van Venetië, Polis, 2019 (met musicoloog Gerrit Valckenaers)
- Gare du Nord. Belgische en Nederlandse kunstenaars in Parijs, 1850-1950, Pelckmans, 2021
- Leuven. Een gids voor thuisblijvers en passanten, Uitgeverij Luster, 2023

## Inleidende essays
- Martijn Doolaard: Black Celebration (2007), Crime Passionel (2010) en Moved (by a higher love) (2013).
- Beyond Photography - Photography and Imagination, een overzicht van de Belgische creatieve fotografie (2008, Voetnoot).
- Vladimir Zidlicky (2009).
- het Brusselse kunstproject Recyclart (2009).
- Tono Stano (2010).
- Filip Claus – Een reisgids voor het land der blinden (2010, Ludion).
- Endless and Less van de beeldend kunstenaar Marc Raes (2009).
- unHIDE (2010) een publicatie van Yannick Ganseman, Ellen Gillard en Tessy Troubleyn (2010).
- Actors and Watchers, een catalogus met recent werk van de schilder Goran Djurovic (2011, uitgeverij Hatje Canz).
- In de marge. Belgische documentaire fotografie (2011, Lannoo).
- Elastic Graphics – Monografie Barends & Pijnappel (2016, Voetnoot)
- Op stap tussen tekens - Een literaire en artistieke wandeling in de Onze-Lieve-Vrouw-ter-Sneeuwwijk (2016, Vlaams Parlement)
- Schilderijen van Marc Raes (2016)
- Wat je droomt, niet wat je ziet – De fotocollectie Barends & Pijnappel (2017, Voetnoot).
- Marc PAIRON, Belgian Impressionism, A tribute to Jean Colin - the hidden masterpieces (2017, De Lantaarn)

- Bibliothèque nationale de France: cb16952711n (data)
- Gemeinsame Normdatei: 135700647
- International Standard Name Identifier: 0000 0000 7882 3411
- Library of Congress Control Number: no2008112734
- Nationale Bibliotheek van Tsjechië: jx20100312019
- Nederlandse Thesaurus van Auteursnamen: 203278135
- Système universitaire de documentation: 129976318
- Virtual International Authority File: 120098936
- WorldCat: E39PBJdcC4rvHf4dxCjDchPhHC